# Glen Coe

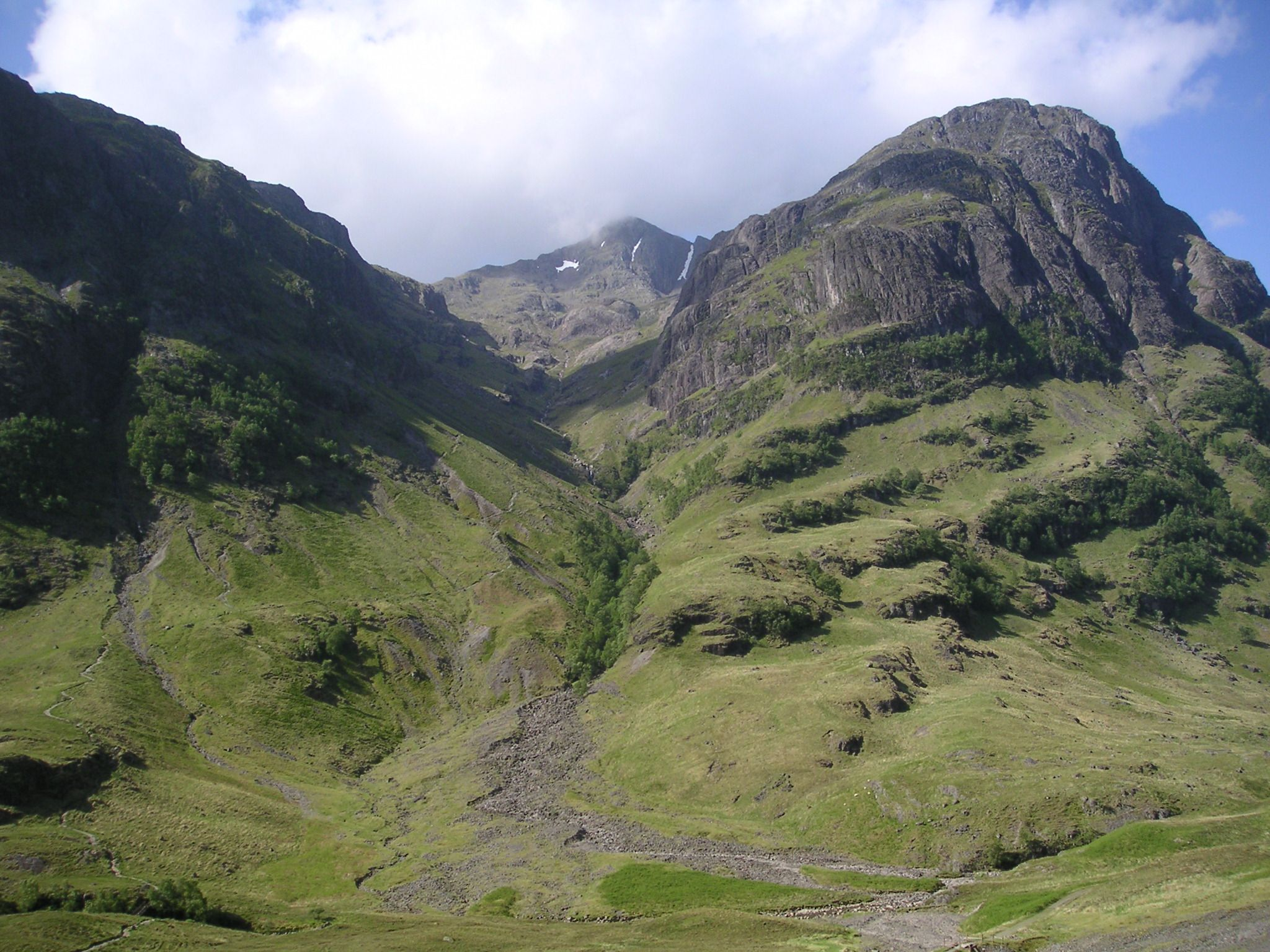
Glencoe

Glen Coe (gael. Gleanna Comhann, wym. [klan̪ˠˈkʰo.ən̪ˠ], dosłownie dolina łez) – górska dolina w zachodniej Szkocji, w Grampianach Zachodnich. Spływa nią potok Coe, uchodzący do zatoki Loch Leven.
Miejscowe określenie glen odnosi się tu do każdej doliny polodowcowej o płaskim dnie i stromych, „wklęsłych” zboczach. W tym przypadku zbocza te mają nawet 1000 m wysokości, co upodobnia okolicę do dolin alpejskich. Szczególnie imponujące są zbocza południowe, nad którymi wznosi się trójwierzchołkowy masyw, zwany „Trzema Siostrami” (Bidean nam Bian; 1150 m n.p.m.). Dolne partie doliny są w większości porośnięte lasami, górne zajmują górskie łąki.
Dolina jest miejscem historycznej rzezi w Glencoe (1692). Nazwę Glencoe nosi wieś u wylotu doliny do Loch Leven. Inne miejscowości w okolicy Glen Coe to Ballachulish i Kinlochleven.

## Przypisy

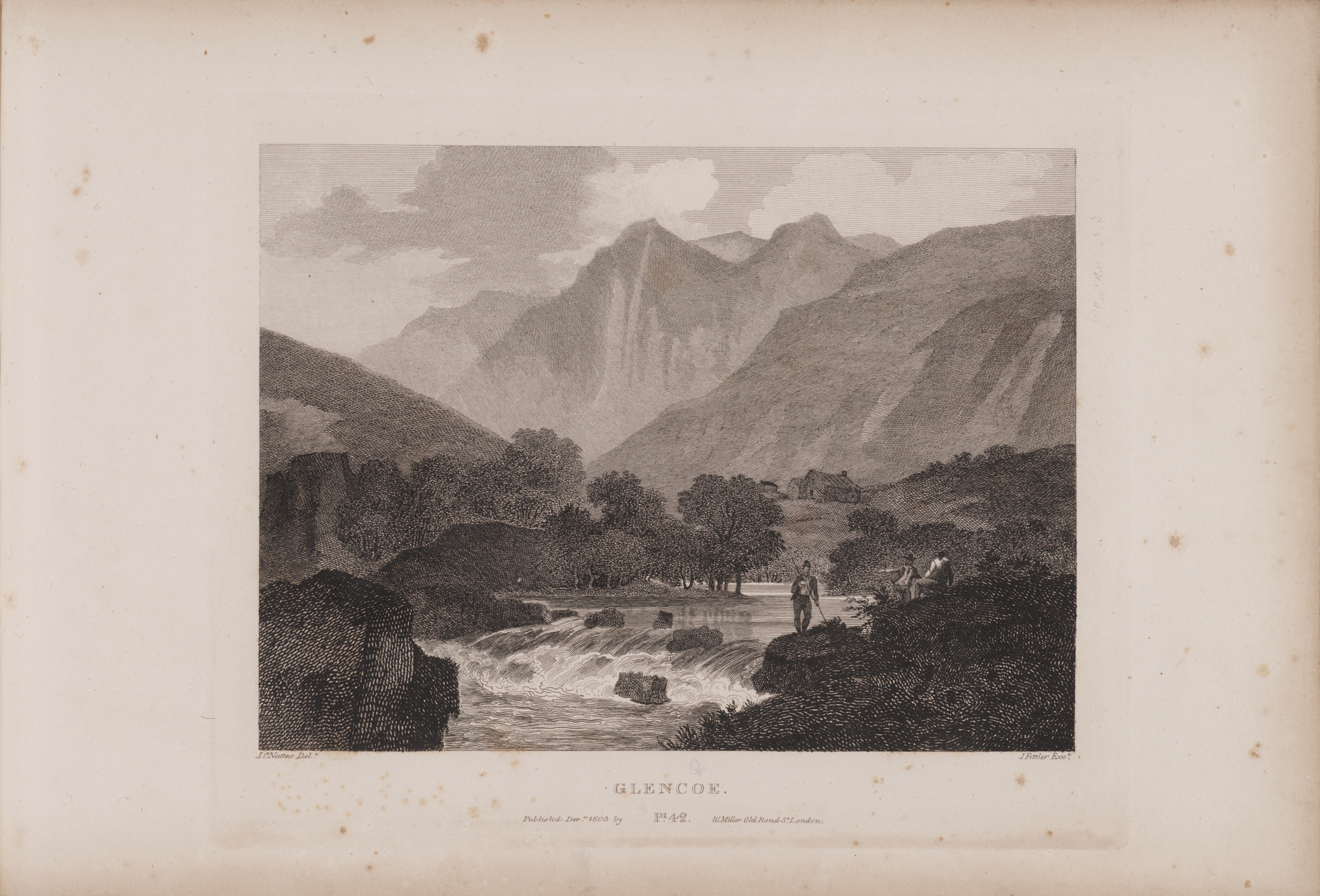
Akwaforta przedstawiająca dolinę z 1804 roku